# Kirche Obergräfenhain

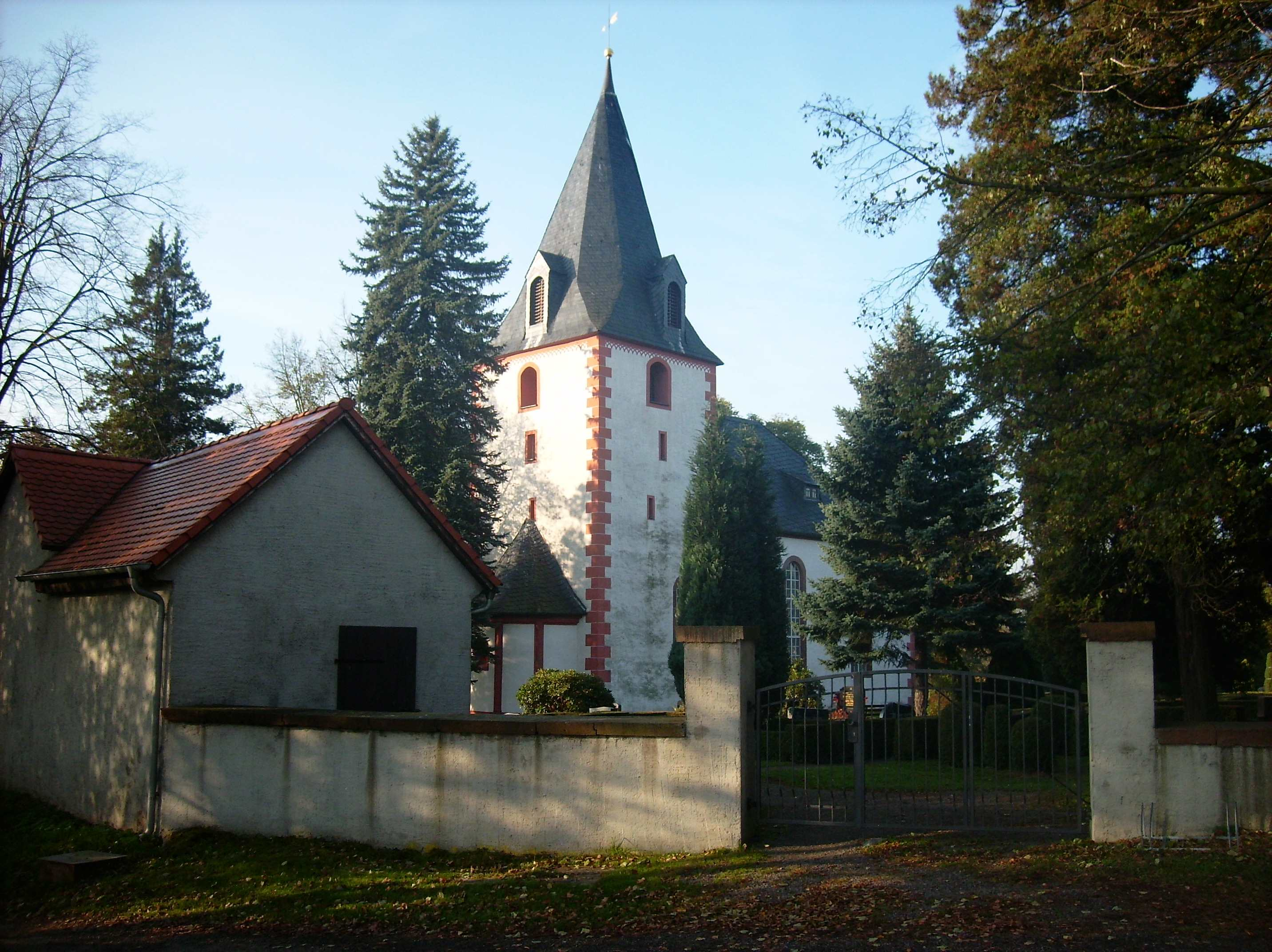
Kirche Obergräfenhain

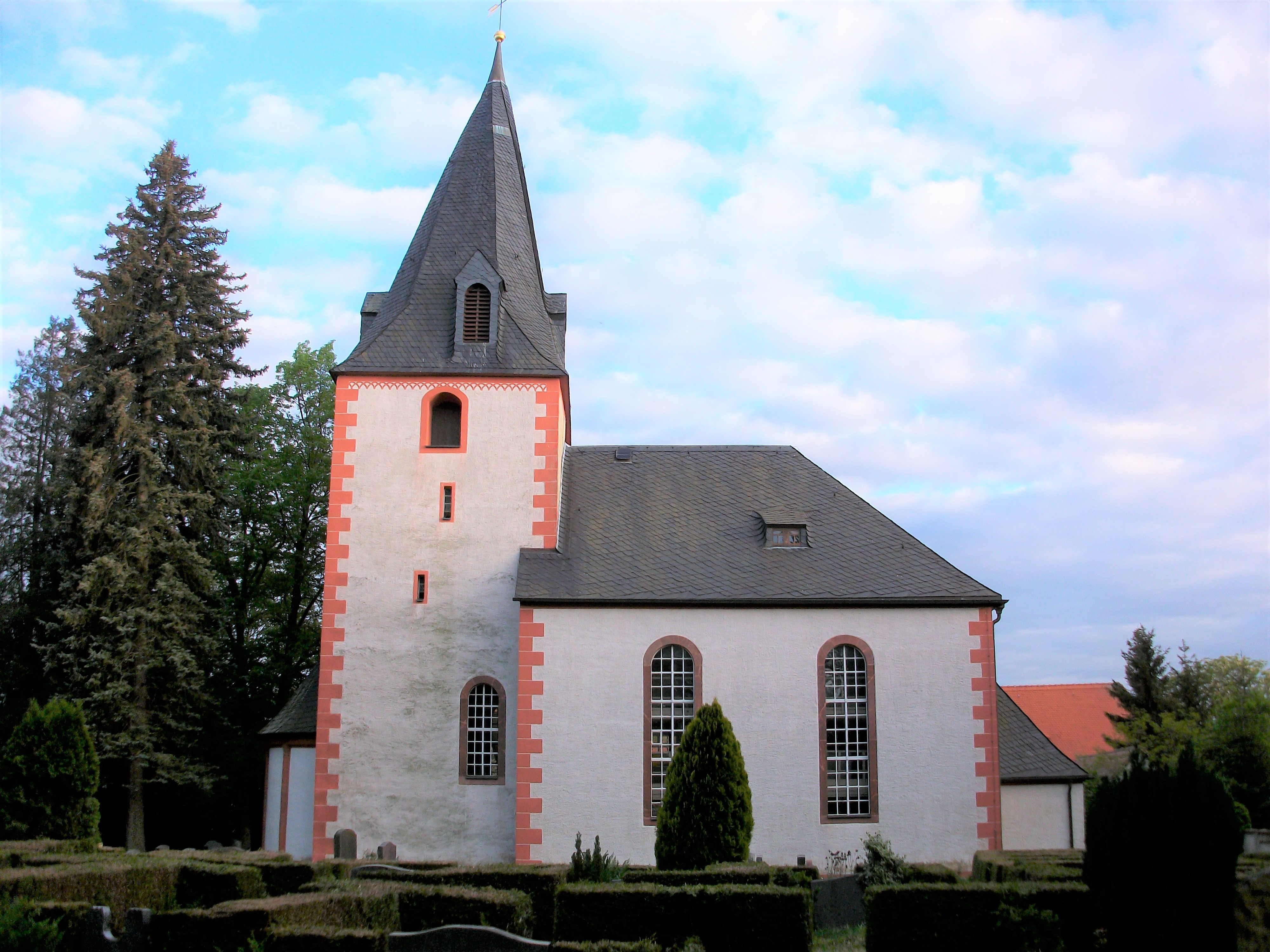
Ansicht von Süden

Die evangelische Kirche Obergräfenhain (auch: St. Jakobus) ist eine im Kern romanische Saalkirche im Ortsteil Obergräfenhain von Penig im Landkreis Mittelsachsen in Sachsen. Sie gehört zum Kirchspiel Geithainer Land im Kirchenbezirk Leipziger Land der Evangelisch-Lutherischen Landeskirche Sachsens.

## Geschichte und Architektur
Die auf einer Anhöhe am Dorfrand gelegene Chorturmkirche stammt im Kern aus dem 12. Jahrhundert. Sie wurde im Jahr 1751 barock umgebaut. Restaurierungen erfolgten in den Jahren 1930 (innen) und 1995 (außen). Das Bauwerk ist ein verputzter Bruchsteinbau mit eingezogenem Chorturm und Apsis. An letzterer ist die charaktervolle romanische Gestaltung mit vier Halbsäulen und vegetabil ornamentierten Kapitellen erhalten. Der Chorturm wurde nachträglich erhöht und umgebaut.
Im Innern ist der Raum durch eine Felderdecke abgeschlossen und von zweigeschossigen barocken Emporen an drei Seiten umgeben.

## Ausstattung
Der Zugang zur Apsis wird durch einen spätbarocken Kanzelaltar mit ionischen Pilastern, verkröpftem, profiliertem Gesims und Vasenaufsätzen verstellt. Eine schlichte achteckige Taufe aus Sandstein ist mit einer ornamentalen Verzierung aus der Zeit um 1600 und einem barocken Aufsatz von 1752 versehen.
Die Orgel ist ein mehrfach überarbeitetes Werk von Johann David Gerstenberger aus dem Jahr 1752. Sie hat zwölf Register auf einem Manual und Pedal. Unter anderem von Schmeisser im Jahr 1958 wurde sie restauriert. Die Disposition lautet:
| Hauptwerk CD–c3 |           |
| Gedackt         | 8′        |
| Flut travers    | 8′        |
| Quintadena      | 8′        |
| Principal       | 4′        |
| Gedackt         | 4′        |
| Quinte          | 3′        |
| Octave          | 2′        |
| Sifflet         | 1′        |
| Mixtur IV       | 1′        |
| Cornet III      | (ab cis1) |

| Pedal CD–c1 |     |
| Subbaß      | 16′ |
| Violonbaß   | 08′ |

Nebenregister: Zimbelstern, Tremulant

## Umgebung
Das Pfarrhaus ist ein Bauwerk mit einem Fachwerkobergeschoss und Walmdach über einem massiven Erdgeschoss, das nach einer Inschrift aus dem Jahr 1699 stammt. Im Innern befinden sich der Gemeindesaal mit Holzbalkendecke und ein Wirtschaftsraum mit Kreuzgratgewölbe auf einer Porphyrsäule.